# NGC 7196
NGC 7196 (również PGC 68020) – galaktyka eliptyczna (E), znajdująca się w gwiazdozbiorze Indianina. Odkrył ją John Herschel 2 października 1834 roku.